# Tussilagininae
Tussilagininae es una de las 5 subtribus de la tribu Senecioneae perteneciente a la familia de  las asteráceas. Contiene los siguientes géneros:

## Géneros
Comprende 37 géneros:
| - Aequatorium B.Nord. - Arnoglossum Raf. - Barkleyanthus H.Rob. & Brettell (1 sp.) - Blennosperma Less. - Cacaliopsis Gray (1 sp.) - Capelio B.Nord. - Chersodoma Phil. - Cremanthodium Benth. - Crocidium Hook. (1 sp.) - Endocellion Turcz. ex Herder - Farfugium Lindl. (2 spp.) - Gynoxys Cass. - Homogyne Cass. - Ischnea F.Muell. - Lepidospartum (A.Gray) A.Gray - Ligularia Cass. - Ligulariopsis Y.L.Chen (1 sp.) - Luina Benth. (2 spp.) - Miricacalia Kitam. | - Nemosenecio (Kitam.) B.Nord. - Nordenstamia Lundin - Paragynoxys (Cuatrec.) Cuatrec. - Parasenecio W.W.Smith & Small - Petasites Mill. - Pittocaulon H.Rob. & Brettell - Psacalium Cass. - Rainiera Greene (1 sp.) - Robinsonecio T.M.Barkley & J.P.Janovec - Robinsonia DC. - Roldana La Llave & Lex. - Sinacalia H.Rob. & Brettell - Sinosenecio B.Nord. - Syneilesis Maxim. - Telanthophora H.Rob. & Brettell - Tephroseris (Reichenb.) Reichenb. (41 spp.) - Tetradymia DC. - Tussilago L. |